# ザッカノーポリ
ザッカノーポリ（イタリア語: Zaccanopoli）は、イタリア共和国カラブリア州ヴィボ・ヴァレンツィア県にある、人口約700人の基礎自治体（コムーネ）。

## 地理

### 位置・広がり

#### 隣接コムーネ
隣接するコムーネは以下の通り。
- ブリアーティコ
- ドラーピア
- パルゲリーア
- ザンブローネ
- ズングリ